# Kapelle St. Leo IX.

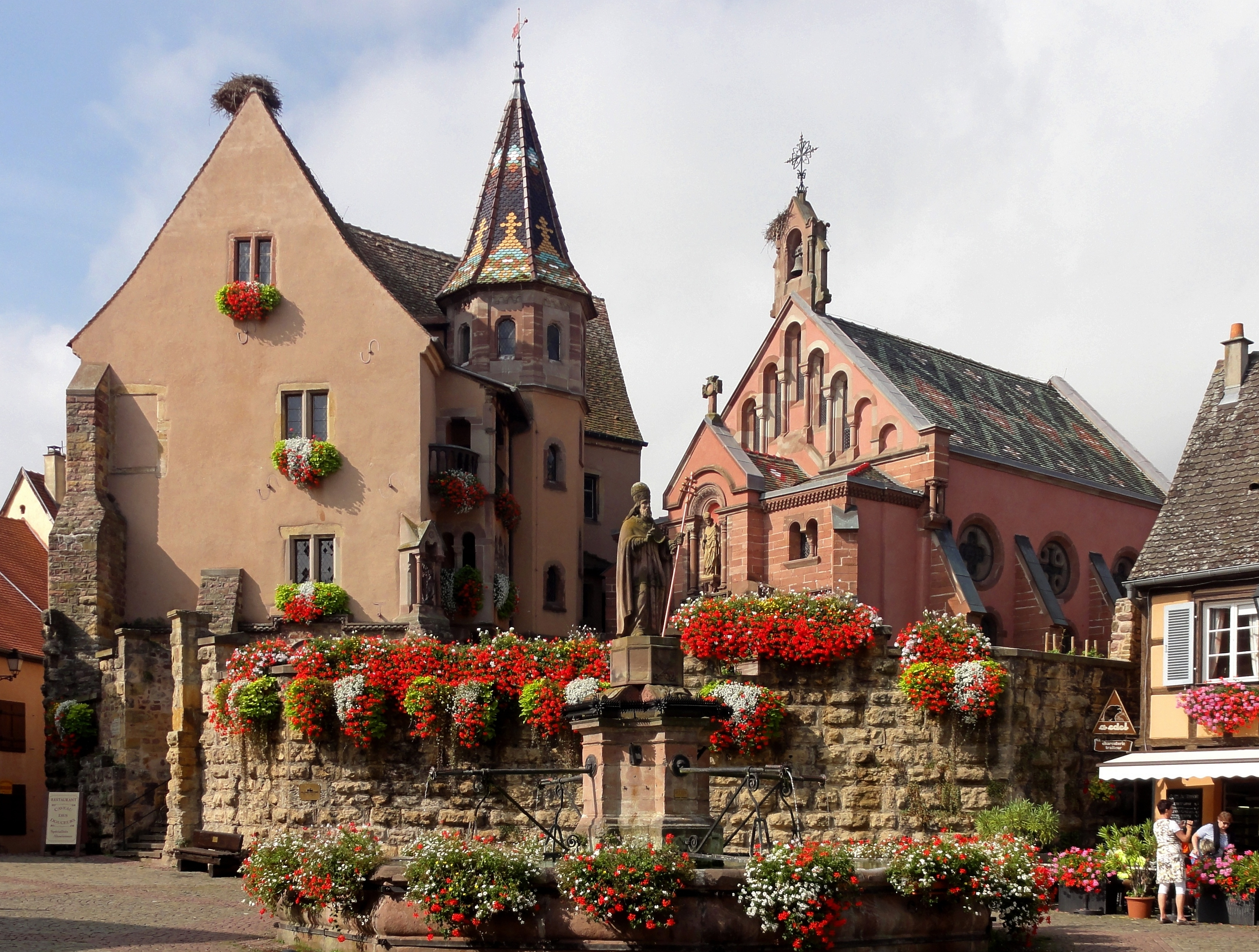
Kapelle St. Leo IX. (rechts); links das Schloss, im Vordergrund der Leo-Brunnen

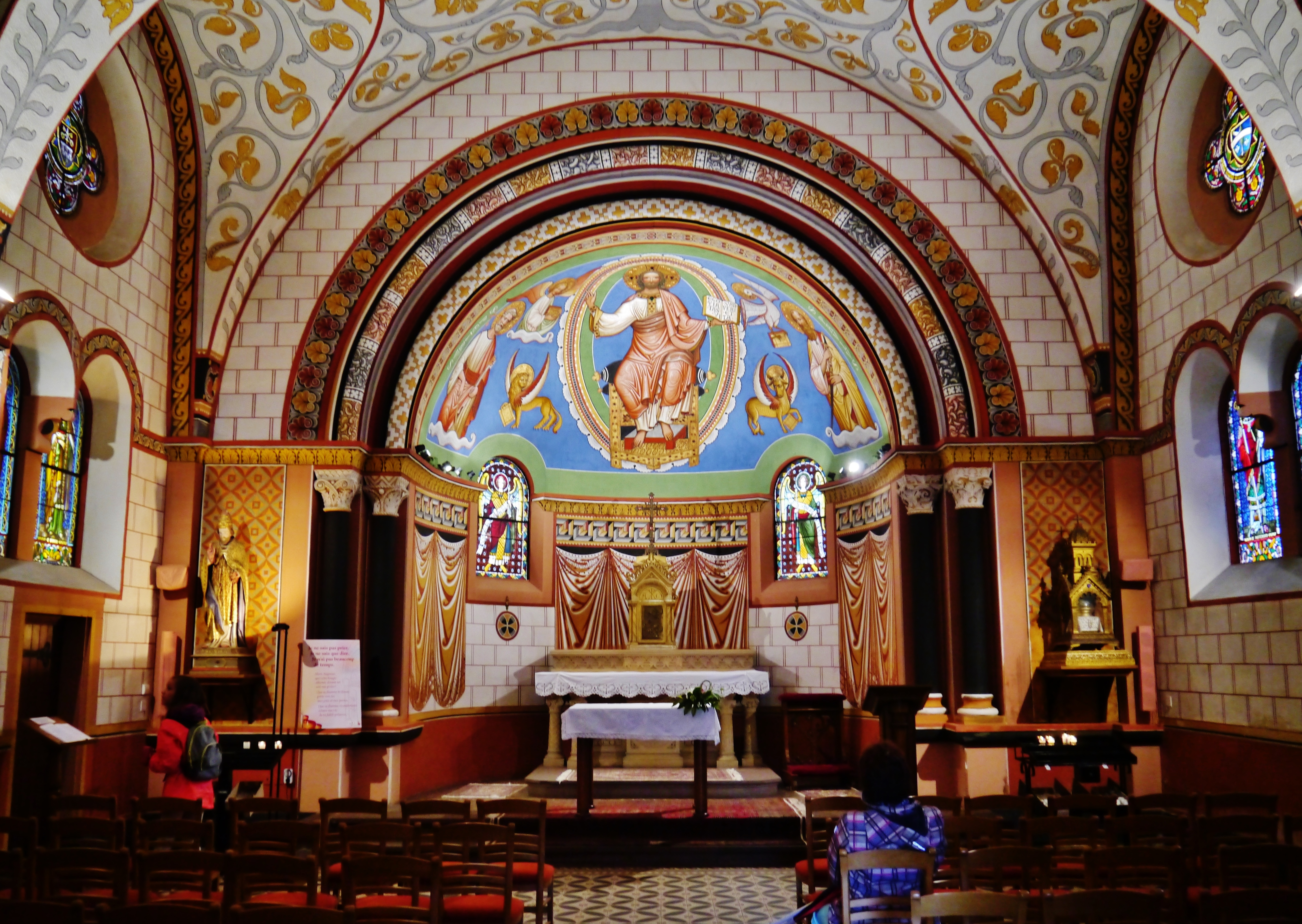
Inneres der Kapelle

Die Kapelle St. Leo IX. (französisch Chapelle Saint-Léon IX) ist eine römisch-katholische Kapelle in der elsässischen Ortschaft Egisheim, Département Haut-Rhin. Sie wurde von 1888 bis 1894 im neuromanischen Stil erbaut und aufwendig ausgemalt. Das seit 1972 im Kommunaleigentum befindliche Gebäude zeigt sich nach umfangreichen Restaurierungen im Originalzustand.

## Geschichte
Die Burg Egisheim im Ortszentrum galt im 19. Jahrhundert als Geburtsort Brunos von Egisheim, des späteren Papstes und Heiligen Leo IX. (1002–1054). Vor dem Hintergrund des Renouveau catholique kam der Wunsch auf, den Heiligen im Ort sichtbar zu verehren. Bereits in den 1830er Jahren stiftete eine Egisheimer Familie für den Brunnen vor der Burgmauer eine Statue Leos mit der päpstlichen Tiara.

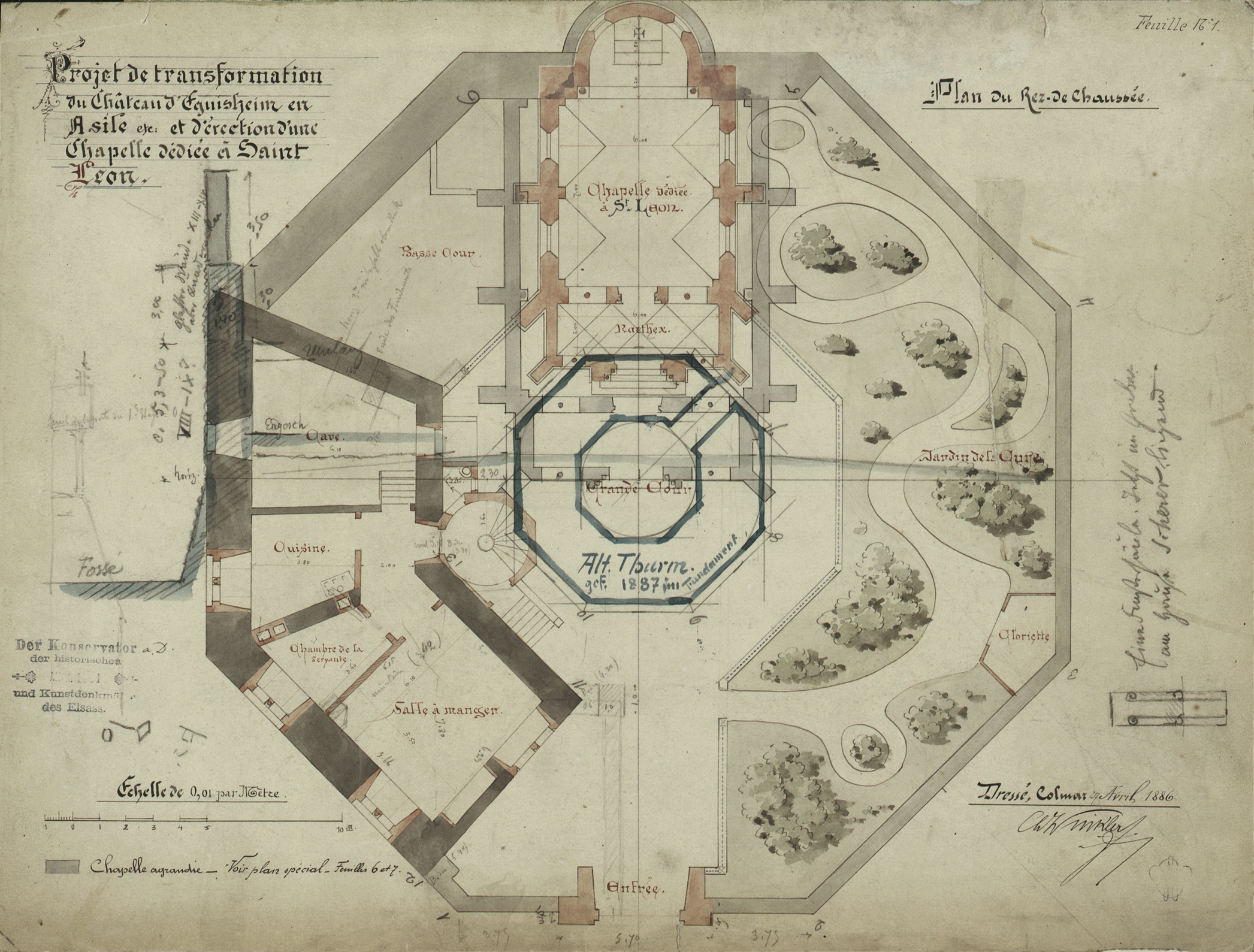
Charles Winkler, Planzeichnung für die Umgestaltung der Burg Egisheim und die Einfügung der Kapelle (1886)

Im Jahr 1881 wurde der Egisheimer Peter Paul Stumpf Koadjutor und designierter Nachfolger des Bischofs von Straßburg. Seitdem betrieb er das Projekt, den Burgbezirk für das Bistum Straßburg zu erwerben und als Heimstätte mit einer Kapelle zu Ehren des hl. Leo auszubauen. Der Kauf erfolgte 1885. In der Folgezeit wurden die geringen Reste des Bergfrieds abgetragen und an seiner Stelle ab 1888 die Kapelle gebaut.
Den Planungsauftrag erhielt Charles Winkler (1834–1908), führender Architekt des Historismus im Elsass. Er fügte die Kapelle so in das Mauerachteck der Burg ein, dass die Altarwand sich mit der Nordwestseite des Oktogons deckt und die Apsis darüber hinausragt. Einen ersten kleineren Entwurf ersetzte er durch den später realisierten größeren, bei dem die Kapelle sich bis in die Mitte des Oktogons erstreckt und das Burggebäude teilweise verdeckt.
Die Ausmalung schuf der deutsche Kirchenmaler Martin, die Bildfenster der Colmarer Jean Weyh, den Altar, die Weihwasserbecken und die Türen der Colmarer Théophile Klem. Am 17. Mai 1894 erfolgte die Kirchweihe.

## Architektur
Architektur und Ausstattung greifen Formen der Vorromanik aus der Zeit Leos IX. auf. Die Kapelle aus rötlichem Vogesen-Sandstein ist ein dreijochiger Saalbau mit Satteldach, halbhoher Rundapsis und Narthex. In jedem Joch sitzt beidseitig ein Rundbogen-Doppelfenster, darüber ein Rundfenster. In das flache Tonnengewölbe des Inneren schneiden von den Fenstern her Stichkappen ein. Der Schaugiebel über dem Narthex ist mit Blendbögen, der Narthex selbst mit einem Portalrisalit ausgestaltet, in dessen Obergeschoss in einer großen Nische eine Statue des hl. Leo steht.

## Ausstattung
Das Apsisfresko zeigt die Majestas Domini mit den Aposteln Petrus und Paulus und den vier Evangelistensymbolen. In den beiden Apsisfenstern tragen Engel Spruchbänder mit dem Gloria Patri. Darunter steht der Altar mit dem Tabernakel vor gemalten Draperien. Links von der Apsis steht eine Statue Leos mit Segensgestus, rechts das Reliquiar mit seiner Schädelreliquie.
Die sieben Gewölbemedaillons, eingebettet in florale Ornamentik, zeigen:
- Brunos Taufe
- Erscheinung des hl. Benedikt zur Heilung Brunos
- Fußwaschung durch Bruno als Bischof von Toul
- Zentralbild: Papst Leo IX. thronend, umgeben von Bischöfen, über ihm die Geisttaube
- Leo erhebt die Gebeine der Kaiserin und Äbtissin Richardis
- Leo weiht die Kirche und die erste Äbtissin von Heilig Kreuz Woffenheim
- Leo stirbt in Rom

Die Bildfenster in den Seitenwänden zeigen die elsässischen Heiligen (links) Attala von Straßburg, Eugenia von Hohenburg, Odilia, Richardis, (rechts) Maternus, Arbogast von Straßburg, Leo IX., Dagobert II. Pirminius und Morandus.

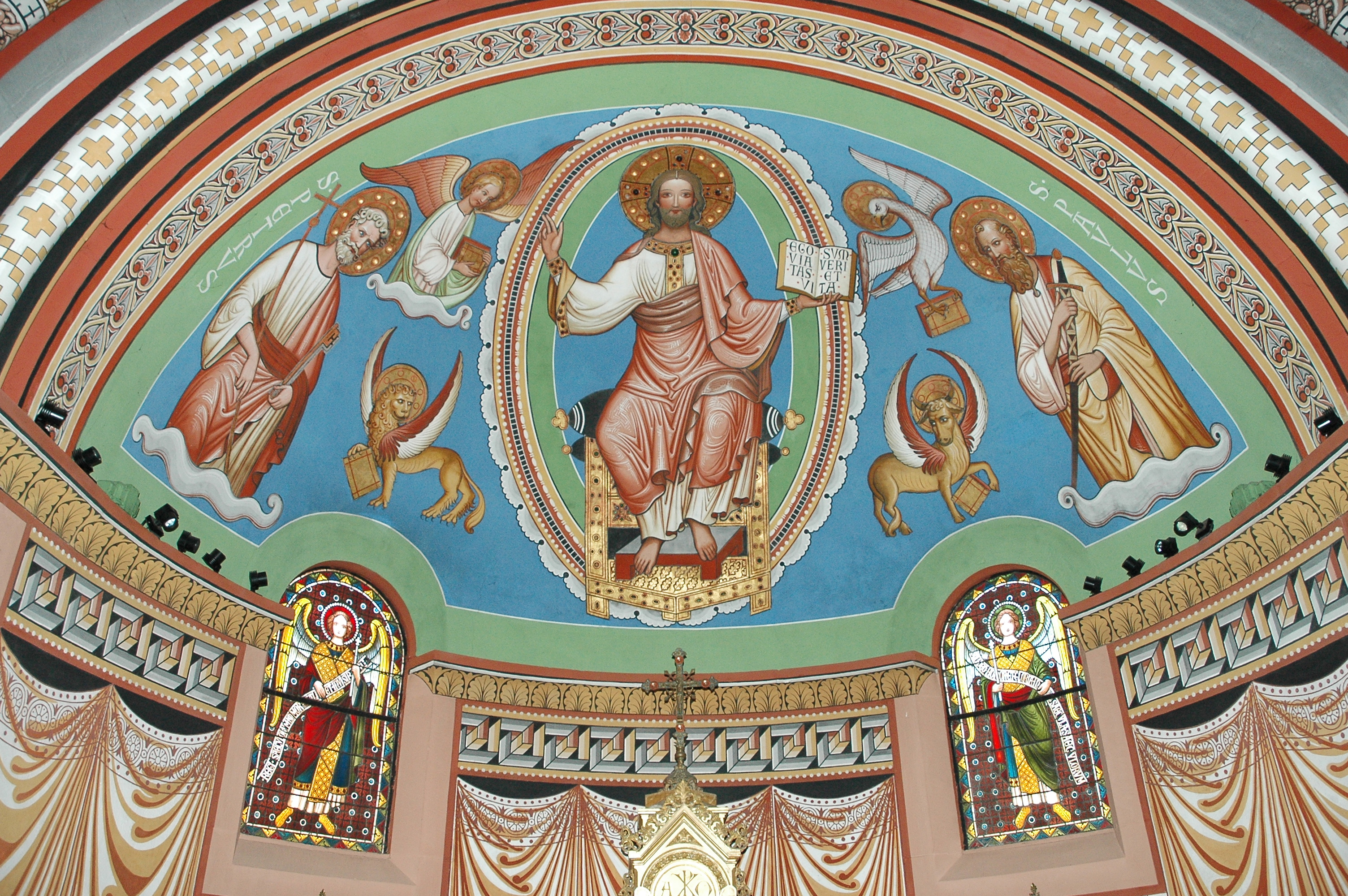
Apsisfresko
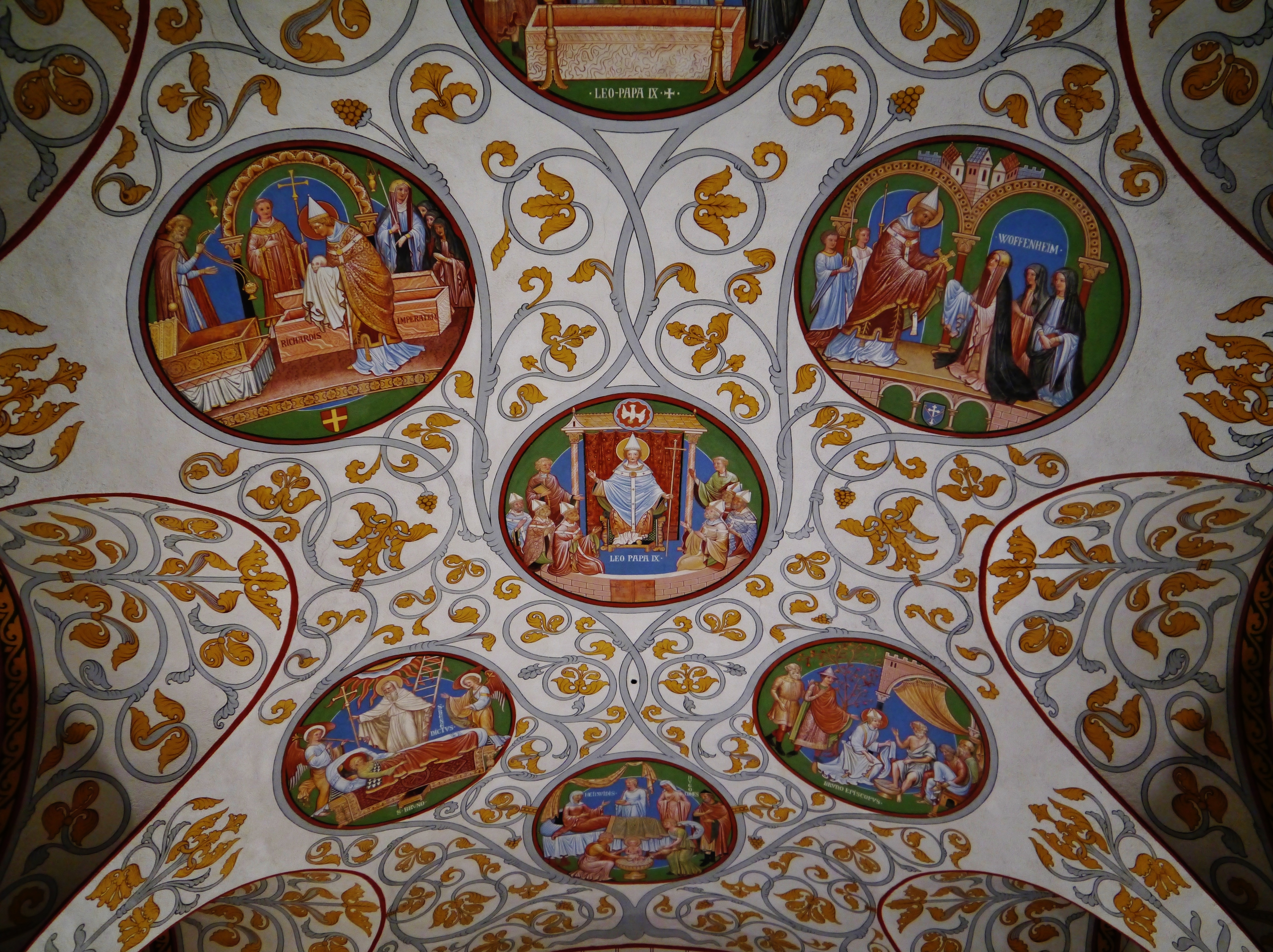
Gewölbe, Medaillonbilder mit Szenen aus der Leo-Vita
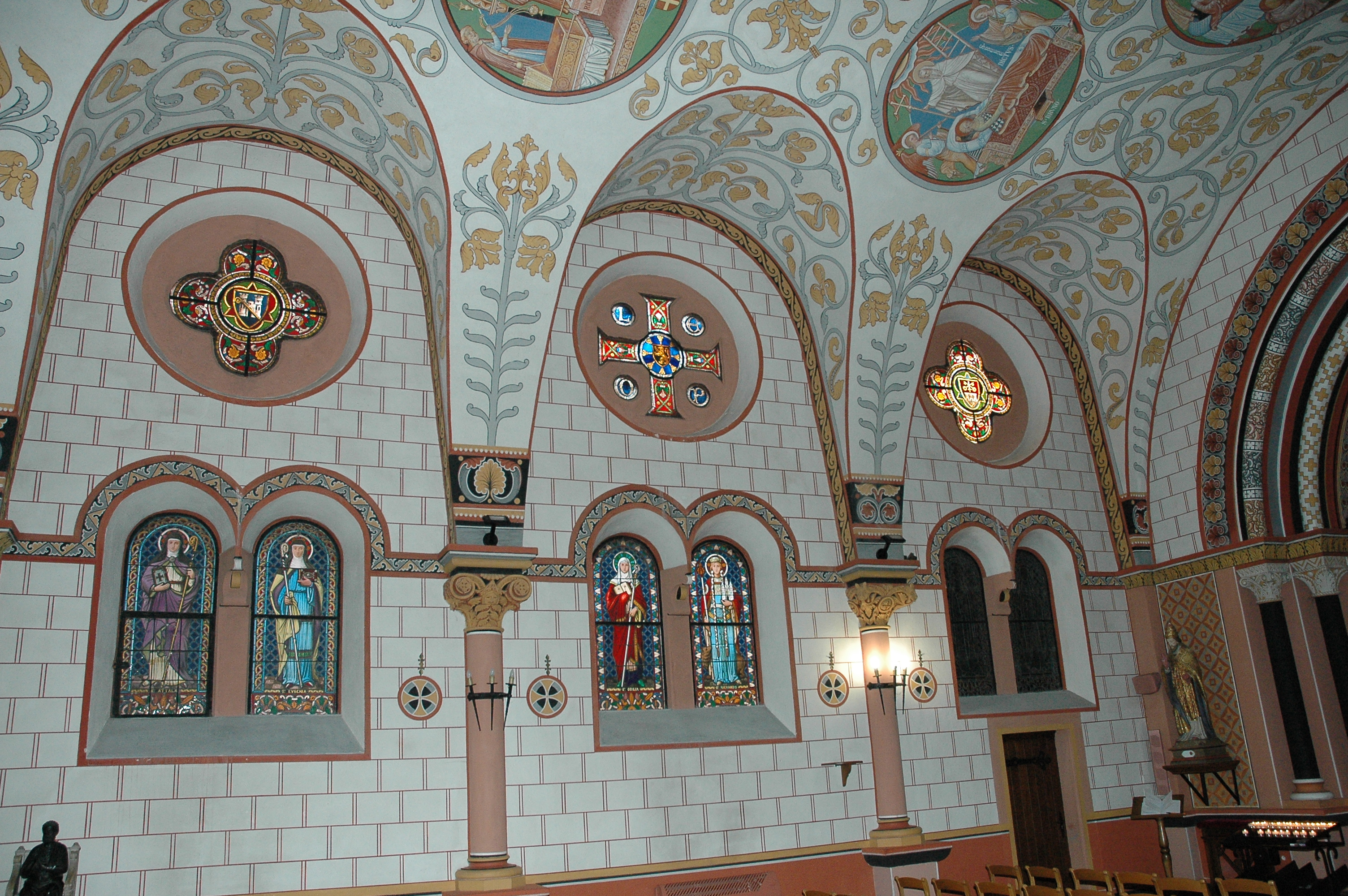
Seitenwand mit Heiligenfenstern
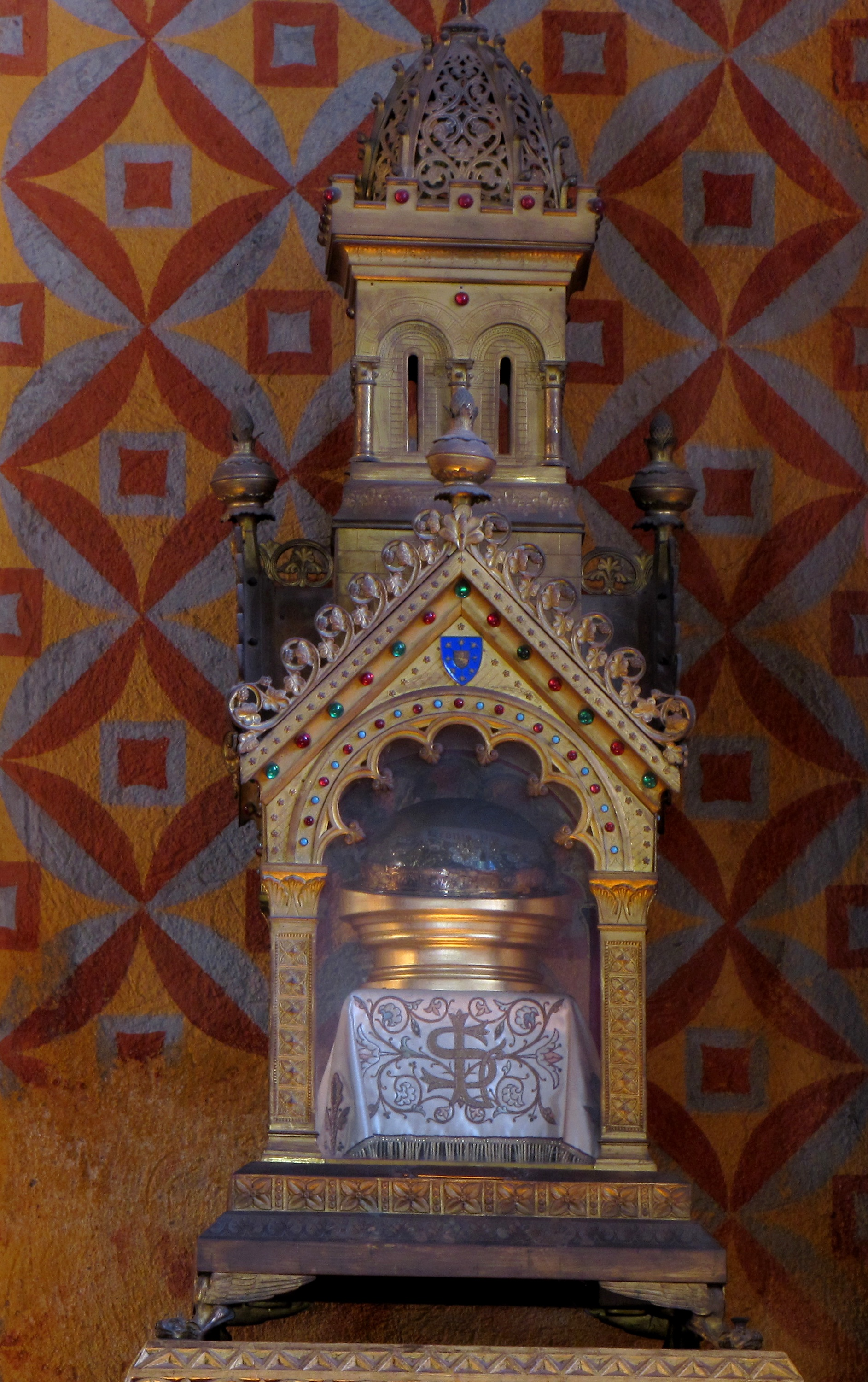
Reliquiar